# Adolf von Kettler
Wilhelm Adolf Heinrich von Kettler (* 9. Dezember 1818 in Oldendorf; † 2. Oktober 1874 in Frankfurt am Main) war ein preußischer Generalmajor.

## Leben

### Herkunft
Er war der Sohn von Christian Adolf Karl Friedrich Wilhelm von Kettler (1761–1828) und dessen Ehefrau Gerhardine Luise, geborene Baare (1780–1861). Sein Vater war preußischer Kapitän a. D. sowie Herr auf Brüggen und Gerkendael. Der spätere preußische Generalleutnant Karl von Kettler (1812–1893) war sein älterer Bruder.

### Militärkarriere
Kettler besuchte das Gymnasium in Bielefeld und trat am 22. Juni 1835 als Füsilier in das 13. Infanterie-Regiment der Preußischen Armee ein. Dort avancierte er am 12. Oktober 1838 zum Sekondeleutnant. Von September 1848 bis Ende August 1852 fungierte Kettler als Adjutant und Rechnungsführer beim I. Bataillon im 13. Landwehr-Regiment in Münster. Am 16. Dezember 1855 stieg er zum Hauptmann auf und wurde am 7. Juli 1858 zum Kompaniechef ernannt. Zunächst befehligte er die 4., später die 11. Kompanie. Am 10. Februar 1863 folgte mit der Beförderung zum Major seine Versetzung in den Stab des 7. Brandenburgischen Infanterie-Regiments Nr. 60 in Wriezen. 1864 nahm Kettler mit seinem Verband während des Krieges gegen Dänemark an dem Kämpfen bei Missunde, Wielhou, dem Sturm auf die Düppeler Schanzen sowie dem Übergang nach Alsen teil. Für seine Leistungen erhielt er den Roten Adlerorden IV. Klasse mit Schwertern sowie den Orden der Eisernen Krone III. Klasse mit der Kriegsdekoration.
Am 16. April 1864 wurde Kettler zum Kommandeur des I. Bataillons ernannt und kam zwei Jahre später während des Krieges gegen Österreich in der Schlacht bei Königgrätz zum Einsatz. Nach dem Friedensschluss wurde er am 31. Dezember 1866 mit einem Patent vom 30. Oktober 1866 zum Oberstleutnant befördert. Unter Stellung à la suite seines Regiments und Verleihung des Charakters als Oberst ernannte man Kettler am 18. Juni 1869 zum Kommandanten von Küstrin. Anlässlich des Krieges gegen Frankreich war er für die Dauer des mobilen Verhältnisses Kommandeur des 2. kombinierten Brandenburgischen Landwehr-Regiments in der 3. Landwehr-Brigade. Während des Krieges erhielt er das Patent zu seinem Dienstgrad und wurde außerdem mit dem Eisernen Kreuz II. Klasse ausgezeichnet.
Nach dem Vorfrieden von Versailles kehrte Kettler Mitte März 1871 in seine Friedensstellung nach Küstrin zurück. Daran schloss sich ab 15. April 1873 eine Verwendung als Kommandant von Thorn an. In dieser Eigenschaft erhielt Kettler am 2. Mai 1874 den Charakter als Generalmajor und wurde am 15. August 1874 mit der gesetzlichen Pension zur Disposition gestellt.
Er verstarb wenig später unverheiratet in Frankfurt am Main.